# Lobelia xongorolana
Lobelia xongorolana är en klockväxtart som beskrevs av Franz Elfried Wimmer. Lobelia xongorolana ingår i släktet lobelior, och familjen klockväxter.
Artens utbredningsområde är Angola. Inga underarter finns listade i Catalogue of Life.